# Argema maenas
Argema maenas är en fjärilsart som beskrevs av Doubleday 1847. Argema maenas ingår i släktet Argema och familjen påfågelsspinnare. Inga underarter finns listade i Catalogue of Life.